# Спортска улица (Сомбор)
| Улица Спортска  | Улица Спортска            |
| --------------- | ------------------------- |
|                 |                           |
| Почетак         | Првомајски булевар        |
| Крај            | Улица Самка Радосављевића |
| Дужина          | око 390 m                 |
| Ширина          | 20 m                      |
| Створена        |                           |
| Названа         |                           |
|                 |                           |
|                 |                           |
| Поглед на улицу |                           |

Улица Спортска је једна од градских улица у Сомбору, седишту Западнобачког управног округа. Протеже се правцем који повезује Првомајски булевар и Улицу Самка Радосављевића. Дужина улице је око 390 м. 

## Суседне улице
- Првомајски булевар
- Улица Војничка
- Улица Самка Радосављевића

## Спортском улицом
Улица Спортска је улица у којој се налази са њене десне стране неколико продајних објеката, продавница, вртић, пијаца, и неколико стамбених зграда са њене леве стране. 

### Значајније институције и објекти у улици[1]
Сви објекти се налазе са десне стране улице.
- Аман Плус - маркет
- Апотека Златни лав
- Дечији вртић "Бубамара" и јаслице "Цврчак" и "Цврчак 2"

Вртић Бубамара и јаслице Цврчак су једани од објеката Предшколске установе "Вера Гуцуља" из Сомбора. У вртићу "Бубамара" постоје три групе целодневног боравка, за децу узраста од 3 до 5 година. У јаслицама "Цврчак" налазе се 4 јаслене групе, две млађе и две старије групе. У јаслицама "Цврчак 2" налазе се 3 васпитне групе за децу узраста од 3 до 6 година.
- Дечији вртић "Ђурђевак"

Вртић "Ђурђевак" је један од објеката Предшколске установе "Вера Гуцуља" из Сомбора. У свом саставу има четири групе целодневног боравка за децу узраста од 3 до 6 година.
- Мала пијаца на Селенчи
- Пошта Сомбор 6

## Галерија
- Поглед на улицу са Првомајског булевара
- Дечији вртић "Бубамара" и јаслице "Цврчак"